# Maria Josepa d'Habsburg-Lorena
Maria Josepa d'Habsburg-Lorena (Viena; 19 de març de 1751 - 15 d'octubre de 1767) fou arxiduquessa d'Àustria, novena filla de Maria Teresa I d'Àustria i de Francesc I del Sacre Imperi Romanogermànic.

## Primers anys

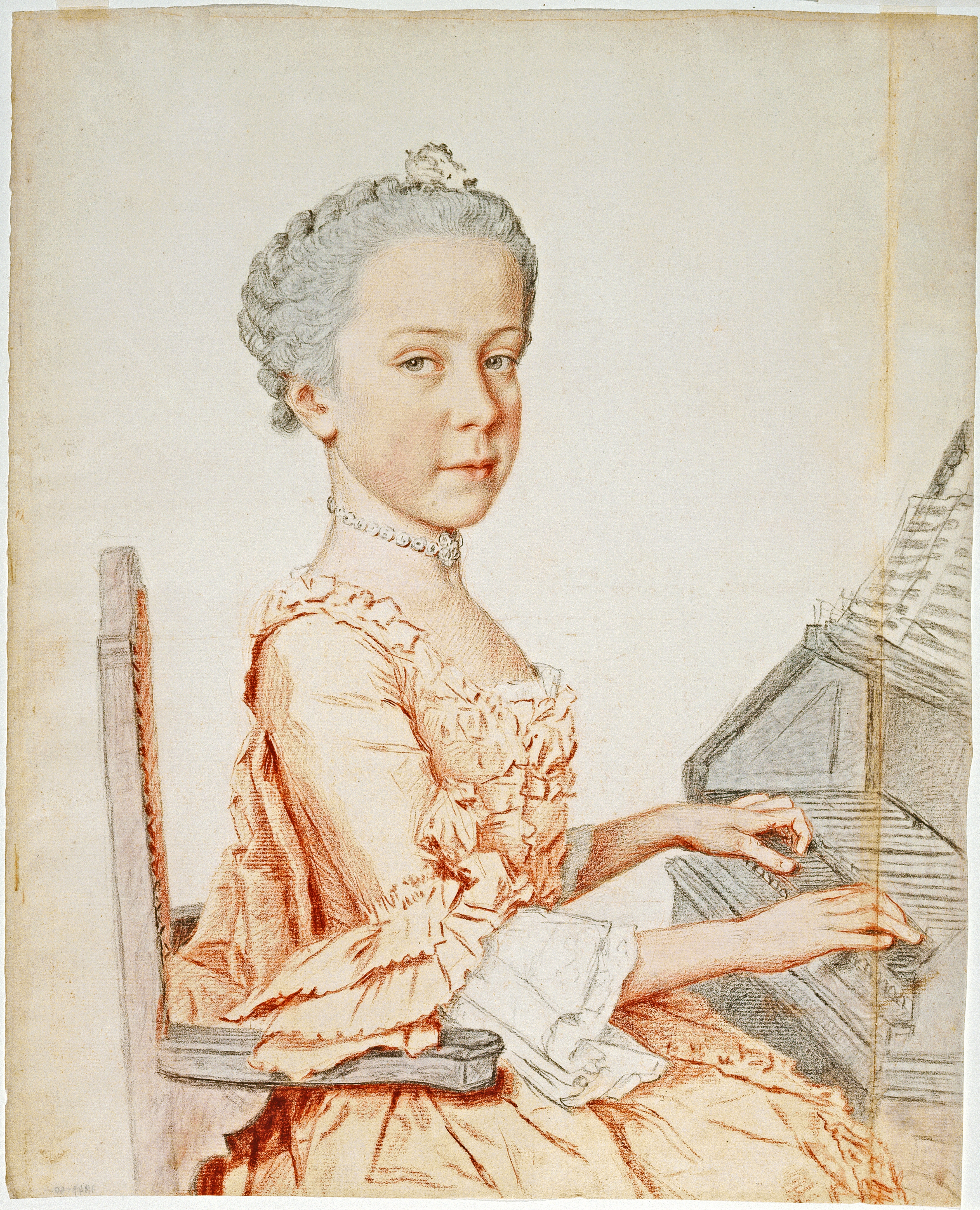
Maria Josepa el 1762 per Jean-Étienne Liotard.

Va néixer en el Palau Imperial de Hofburg a Viena, el 19 de març de 1751. Maria Josepa era part d'una cadena de nens nascuts uns rere els altres i així la hi va col·locar en el Kindskammer (El viver imperial), juntament amb els seus germans, que van anar en la seva majoria cuidats per les dames d'honor i els seus acompanyants.
L'Emperadriu Maria Teresa d'Àustria volia casar a la seva quarta filla major supervivent, la arxiduquessa Maria Amàlia d'Àustria, amb Ferran I de les Dues Sicílies, que al principi havia estat el pretendent de la seva germana Maria Joana, abans que aquesta morís.
Després que el pare de Ferran, Carles III d'Espanya s'oposés al matrimoni a causa de la diferència d'edat de cinc anys, Maria Josepa, com la propera filla major, va quedar com la candidata perfecta per a la mà del príncep Fernando.
Ambdós eren de la mateixa edat, i Ferran va considerar a Maria Josepa com "deliciosament bonica, dòcil per naturalesa". A principis d'octubre de 1767, aquesta va rebre com a regal de Ferran, un retrat decorat amb diamants. No obstant, la noia s'oposava fortament al compromís i es va tornar cada vegada més trist i malenconiosa.

## Mort

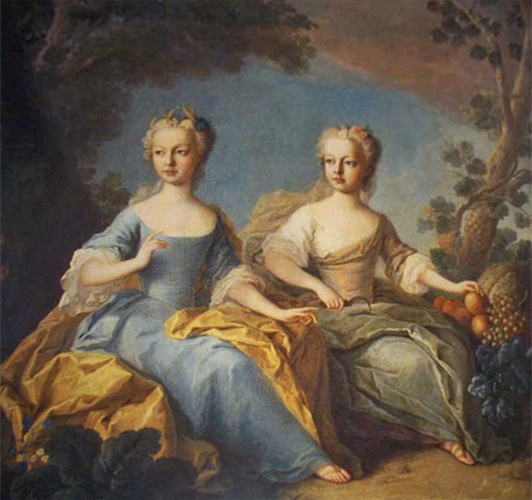
Maria Josepa al costat de la seva germana Maria Joana, el 1759 per Pierre Benevault.

Molt unida a la seva germana Maria Joana, un any més gran que ella, la plora amargament quan aquesta morí de verola als dotze anys. Des de llavors Maria Josepa va restar atemorida de morir de verola degut a la mort de la seva germana major el 1762.
Els seus temors es van fer realitat quan ella va emmalaltir de verola el 4 d'octubre després d'una visita a la cripta de la seva germana en la Cripta Imperial. Va morir deu dies més tard, als 16 anys, el mateix dia que havia de partir de Viena per casar-se.
Després que la seva segona promesa va morir, finalment en Ferran va contraure matrimoni amb la Maria Carolina d'Àustria, germana menor de Maria Josepa i Maria Joana.